# JBuilder
JBuilder（ジェイビルダー）は、エンバカデロ・テクノロジーズ（買収以前はボーランド社）が開発したJavaのための統合開発環境 (IDE) である。JBuilder 2007 以降は、Eclipseベースになっている。

## 概要
JBuilderはエンタープライズ向けの製品である。JBuilder 2008 R2では、Java EE 5のアプリケーションサーバに対応した。

## 動作環境
このJBuilder自身もJavaで動作するため、一部のPCでは反応が鈍くなることがあるが、Javaが動くPCならばオペレーティングシステム (OS) を問わない。

## 特徴
企業ブランドであり、オンラインヘルプが充実している。
Javaのネットワーク構築は製品版のみとなっている。
インストール時はJava開発環境も同時に導入される。

## 年表
- 2000年 - Borland JBuilder 4 日本語版出荷。エディションは Foundation/Professional/Enterprise の3種類[1][2]。
- 2008年 - 「JBuilder 2008」発表[3]。